# Шарль Флоке
Шарль Тома Флоке (фр. Charles Thomas Floquet; 5 жовтня 1828, Сен-Жан-П'є-де-Пор, Атлантичні Піренеї — 19 січня 1896, Париж
) — французький вчений, політик і державний діяч, очолював кабінет міністрів Франції з 3 квітня 1888 до 22 лютого 1889.

## Біографія
Був активним учасником боротьби на барикадах під час революції 1848 року, яка спалахнула, щойно Флоке закінчив курс ліцею. Потім він вступив до заснованої незадовго до цього «адміністративної школи».
2 грудня 1851 року Флоке був одним з тих, хто намагався організувати опір державному перевороту, але не зіграв особливо помітної ролі і тому після перевороту Наполеона не зазнав переслідувань.
Як адвокат Флоке особливо охоче брав під захист підсудних у політичних і літературних процесах. Шарль активно співпрацював з опозиційними газетами Temps, Siècle та іншими.
У 1863 і 1869 роках Флоке виступав кандидатом республіканців на виборах у законодавчий корпус, але невдало.
У 1864 році Флоке як учасник Паризького республіканського комітету був замішаний у так званому «процесі 13» разом з Ж. Феррі, Карно, Гарньє Паже та ін. За звинуваченнями у створенні незаконної асоціації Флоке був присуджений штраф до 500 франків.
Деякими вважається, що у 1867, під час відвідування російським імператором Олександром II Палацу Правосуддя (Palais de Justice) в Парижі, Флоке голосно вигукнув, щоб імператор почув: «Хай живе Польща, мосьє» (фр. Vive la Pologne, Monsieur!). Сам же Флоке стверджував: "Я сказав «Хай живе Польща!», і коли цар обернувся, то Моріс Жолі раптом своїм гучним голосом протрубив «Так! Хай живе Польща, месье!», найжахливішим чином наголосивши на останньому слові. Флоке це стверджував, коли підписував примірники власної біографії в тираж.
У 1870 Шарль Флоке виступив цивільним позивачем сім'ї Віктора Нуара, вбитого принцем П'єром Бонапартом.
Революція 4 вересня 1870 року доставила Флоке пост помічника паризького мера Етьєна Араго, але вже 31 жовтня 1870 йому, як і Араго, довелося піти у відставку через випущену ними прокламацію, в якій вони вимагали призначення муніципальних виборів.
8 лютого 1871 був обраний до Національних зборів, у яких зайняв місце у крайній лівій партії; голосував проти мирних прелімінарних умов.
Після початку повстання Паризької комуни, Флоке разом з деякими іншими депутатами, мерами та ін. робив спроби схилити уряд до поступливості і таким чином запобігти кровопролиттю. Коли його посередництво не досягло мети, він склав із себе депутатські повноваження і весь час громадянської війни провів у Парижі, не беручи, однак, участі в комуні та діючи по можливості примирливим чином. Після падіння комуни він був ув'язнений як комунар, але незабаром звільнений.
У липні 1871 року виступав кандидатом до Національних зборів, але не був обраний. З 1872 по 1876 рік Флоке був спочатку членом, а потім віце-президентом і президентом муніципальної ради Парижа.
У 1876 році Флоке обраний в палату депутатів і переобраний в 1877 та 1881, знову зайнявши місце на крайньо лівому боці, де голосував за повну амністію комунарам. Був серед 363 депутатів, які боролися з кабінетом Брольї-Фурту та очолив Республіканський союз у парламенті.
При Гамбетті був призначений префектом департаменту Сени і тому склав із себе депутатські повноваження. Але невдовзі пішов із цієї посади і в кінці 1882 знову обраний до палати депутатів; переобраний до неї в 1885 та 1889 роках.

Шарль Тома Флоке

З 1885 по 1888 — голова палати депутатів. На цій посаді він виявив повну безсторонність і чудове мистецтво керувати дебатами. Заняття ним міністерської посади довгий час було неможливим внаслідок витівки, колись зробленої ним проти імператора Олександра II, але Флоке посилено намагався заслужити прощення з боку російського уряду і нарешті на початку 1888 року домігся його за допомогою міністра закордонних справ Флурана (у кабінеті Tipapa), який офіційно представив його російському послу Моренгейму.
3 квітня 1888 Шарль Флоке сформував кабінет міністрів з членів радикальної партії, до його складу увійшли Рене Гобле (міністр закордонних справ), Шарль де Фрейсіне (військовий), Пейтраль (фінансів), Локруа (народного освіти). Сам Флоке став міністром внутрішніх справ. Це був час посиленої агітації буланжистів, у боротьбі з якою опортуністичний кабінет виявився безсилим; коаліція монархістів, буланжистів і радикалів скинула кабінет П'єра Тіpapа, поставивши вимогу перегляду конституції, якій він противився. Таким чином, цей перегляд робився як би обов'язком кабінету Флоке, хоча насправді палата зовсім його не бажала і хоч й підтримувала радикальний кабінет, то тільки з остраху перед генералом Буланже.
Зі своїм головним завданням — боротьбою з буланжизмом — міністерство Флоке впоралося далеко не задовільно: Буланже мав один виборчий тріумф за іншим. На засіданні палати депутатів 12 липня 1888 Флоке сказав, що генерал Буланже звик тертися в передпокоях різних принців та єпископів, на що Буланже відповів, що Флоке безсоромно бреше. Наступного дня відбулася між ними дуель на шпагах, під час якої Шарль Флоке завдав генералу серйозної рани.
У лютому 1889 року Флоке провів через палату депутатів (прийнятий пізніше і сенатом) новий виборчий закон, що скасовував департаментські виборчі списки (scrutin de liste) і відновлював вибори по округам, причому із забороною численних кандидатур. Закон цей, в умовах часу, був спрямований спеціально проти Буланже і своєї мети цілком досяг, перешкодивши Буланже влаштувати плебісцит від свого імені.
Тоді ж у лютому 1889 року Флоке вніс проект перегляду конституції (сенат і палата депутатів, які обираються загальним подачею голосів і відновлюються третинами кожні 2 роки; міністерство, яке призначається президентом республіки на певний термін, з кримінальною відповідальністю перед палатою депутатів), але його відкинули 307 голосами проти 218. У більшості голосували проти всі помірковані елементи палати разом із буланжистами. Після цього Флоке негайно подав у відставку.
Під час правління Флоке стався крах «Загальної компанії міжокеанського каналу», яка наприкінці 1888 року була не в змозі сплатити поточні платежі по облігаціям. Міністерство використало всі зусилля, щоб врятувати товариство від остаточного руйнування. Проте пізніше, 1892 року, панамські викриття торкнулися і Флоке, сильно пошкодивши його репутацію. Шарль Лессепс показав, що він не тільки знав про все, що робилося в Панамській компанії, але навіть користувався її коштами, хоч і не особисто для себе, а для агітації проти буланжистів, для якої за його вказівками було видано 300 000 франків. Флоке заперечував справедливість цього останнього звинувачення, але визнав, що стан справ у компанії не був для нього таємницею. З огляду на те, що він свого часу приховував це становище від очей публіки, а свідчення Лессепса при всій голослівності не було спростовано, громадська думка поставилася до Флоке вкрай суворо. Він обирався президентом палати в 1889, 1890, 1891 і 1892 роках, проте не був обраний в 1893 і в тому ж році забалотований на загальних виборах в палату. Наступного року його було обрано в сенат, але великої політичної ролі Флоке вже не грав.
Його промови видані Февром: «Discours et opinions de M. Ch. F.» (П., 1885).
Шарль Флоке помер 19 січня 1896 року в Парижі.